# Elisa Molina de Stahl
Elisa Molina de Stahl (Quetzaltenango, Guatemala, 24 de marzo de 1918 – Ciudad de Guatemala, 3 de noviembre de 1996) fue una trabajadora social guatemalteca que se caracterizó por su labor filantrópica en el «Comité Nacional Pro Ciegos y Sordos», lo que le valió numerosos reconocimientos e incluso una candidatura para el Premio Nobel de la Paz en 1992, aunque eventualmente este fue galardonado a la también guatemalteca Rigoberta Menchú.

## Reseña biográfica

### Primeros años
Molina era hija de José Vicente Molina Valverde y Concha Martínez. Su madre falleció cuando ella tenía cuatro años de edad, por lo que quedó bajo la tutela de su padre y de su tía, Elisa Robles Valderde; su padre era licenciado en Ciencias Químicas por la Universidad de La Sorbona, de París, Francia y primo del reconocido médico Rodolfo Robles Valverde —quien descubrió la oncocercosis en 1915—.  Ambos científicos fundaron el Instituto Nacional de la Vacuna en 1908, en donde prepararon fluidos antivariolosos que fueron distribuidos gratuitamente a más de cuatrocientas mil personas en Guatemala y en otros países; ayudando de esta manera al gobierno liberal del licenciado Manuel Estrada Cabrera.
Sus estudios primarios los realizó en su ciudad natal y los de secundaria en la ciudad de Guatemala, en donde obtuvo los títulos de Secretaria Bilingüe y Perito Contador. Posteriormente se graduó de Trabajadora Social en la Escuela Superior de Servicio Social de Guatemala, y su tesis versó sobre el tema: Contribución a la Rehabilitación de los Impedidos de la vista en Guatemala.
En 1938 se casó con el licenciado quetzalteco Rodolfo Stahl Robles, con quien tuvo dos hijos: Rodolfo y Roberto.

### Comité Nacional Pro Ciegos y Sordos
En 1945 fundó el Comité Nacional Pro Ciegos y Sordos, el cual estableció, organizó y promovió hospitales, clínicas y más de treinta programas para el tratamiento de las enfermedades de la vista y prevención de la ceguera en Guatemala.  La totalidad de estos programas estaban dirigidos a familias de escasos recursos, y en la década de 1950 fue nombrada como presidente y directora del Comité, cargos que desempeñó ad honorem.  En esa década fundó la Escuela para Ciegos «Santa Lucía» y los Talleres Protegidos de Manualidades Industriales «Santa Lucía», para lo cual estableció la Lotería «Santa Lucía», que funcionó en toda Guatemala, cuyos ingresos patrocinan los diversos programas del Comité y son una fuente de ingresos para ciegos adultos que venden los números de lotería.
Además de su trabajo en el Comité, Molina de Stahl trabajó también ad-honorem para el Ministerio de Salud Pública organizando el Departamento de Trabajo Social entre 1956 a 1958, durante el gobierno liberacionista del coronel Carlos Castillo Armas.  En 1959 fundó la Escuela Rural de Servicio Social de la Universidad de San Carlos en Quetzaltenango y en 1966 promovió la creación de la primera Cooperativa de Ahorro y Crédito de Ciegos Unidos «Santa Lucía».
También impulsó el establecimiento de los tribunales de familia para la protección de mujeres y niños y estableció Centros de Bienestar Social con el fin de mejorar el nivel económico social de la mujer guatemalteca.  Finalmente, en 1992, Molina de Stahl promovió el establecimiento de una sección en Braille dentro de la Biblioteca Nacional de Guatemala.

## Reconocimientos
Recibió múltiples honores y reconocimientos: 
- Hija Predilecta de Quetzaltenango en 1953
- condecoración de la organización Mujeres de las Américas en 1962
- Orden del Águila Azteca, en el grado de Banda y de Primera Clase en 1965
- Doctorado honoris causa en Ciencias Sociales, por la Universidad del Valle de Guatemala en 1989
- Orden del Quetzal, en el Grado de Gran Cruz en 1992
- Colocación de su busto en la entrada principal del Hospital de Ojos y Oídos «Doctor Rodolfo Robles V.» de la Ciudad de Guatemala en 1995
- A partir de 1998, la máxima condecoración que otorga el «Comité Pro Ciegos y Sordos de Guatemala» lleva su nombre
- Colocación de su busto en la Plaza Centro América, de la ciudad de Quetzaltenango en 1999[1]